# SV Röchling Völklingen 06
Sportverein Röchling Völklingen 06 é uma agremiação alemã, fundada a 24 de março de 1919, sediada em Völklingen, em Saarbrücken, na Saarland.

## História
O clube foi fundado como FC Völklingen, a 26 de abril de 1906, e renomeado SV Völklingen, em 1912, antes de interromper as atividades, em 1916, por conta dos combates ao longo da fronteira com a França na Primeira Guerra Mundial. Em 1919, o clube foi refundado como VfB Völklingen e passou a atuar na Kreisliga Saar, antes de reassumir seu antigo nome. Como a maioria das organizações em todo o país, incluindo os times de futebol, o SVV foi dissolvido após a Segunda Guerra Mundial por ordem das autoridades aliadas de ocupação.
Reconstituído após a guerra como SuSG Völklingen, o clube sofreu uma temporada de 1947-1948 sem sucesso na Oberliga Südwest, antes de atuar por três temporadas 1949-1951 na Ehrenliga Sarre, um certame organizado pelas autoridades francesas como tentativa de que o estado alemão de Saarland se juntasse à França ou se tornasse um país separado. Isso afetou um número de clubes alemães e resultou que Saarland fosse representada nos Jogos Olímpicos e nas eliminatórias para a Copa do Mundo de 1954. Renomeada SV Völklingen, em 1951, a equipe jogou atuou no período pós-guerra na Amateurliga Sarre (III), até avançar para a segunda Oberliga Südwest em 1961.
Com a formação, em 1963, da Bundesliga, houve a reestruturação em todo o futebol do país. O Völklingen foi inserido na Regionalliga Südwest (II). A equipe obteve o seu maior sucesso no início dos anos 1970, quando ficou em segundo lugar em 1972 e 1973, mas foi incapaz de avançar nas duas tentativas de rodadas de promoção para a Bundesliga. O clube também avançou às quartas de final da Copa da Alemanha, em 1975-1976, antes de ser eliminado pelo Hertha BSC Berlin, por 2 a 1, nos acréscimos. Na última parte da década, o clube se esforçou para evitar o descenso, mas já tinha começado uma descida que lhe iria levar até a Landesliga Saarland-SW (VI), em 1994. O SV Völklingen atualmente joga na Oberliga Südwest (V), após vencer na temporada 2010-2011 a Verbandsliga Saarland.
Sua praça de esportes, o Hermann Neuberger Stadium foi construído, em 1912, e teve uma tribuna adicionada em 1955. Sua capacidade foi duplicada para acomodar 16.000 espectadores, quando o clube entrou para a 2. Bundesliga, em 1974, passando a ser o quarto maior de Saarland.

## Títulos
- Oberliga Südwest (III) Campeão: 1979;
- Amateurliga Saarland (III) Campeão: 1960, 1961;
- Verbandsliga Saarland (IV-V) Campeão: 1983, 2002;
- Verbandsliga Saarland (VI) Campeão: 2011;

## Cronologia recente
| Temporada | Divisão                    | Posição |
| 1999–2000 | Verbandsliga Saarland (V)  | 2ª      |
| 2000–01   | Verbandsliga Saarland      | 2ª      |
| 2001–02   | Verbandsliga Saarland      | 1ª ↑    |
| 2002–03   | Oberliga Südwest (IV)      | 17ª ↓   |
| 2003–04   | Verbandsliga Saarland (V)  | 5ª      |
| 2004–05   | Verbandsliga Saarland      | 4ª      |
| 2005–06   | Verbandsliga Saarland      | 2ª      |
| 2006–07   | Verbandsliga Saarland      | 12ª     |
| 2007–08   | Verbandsliga Saarland      | 15ª     |
| 2008–09   | Verbandsliga Saarland (VI) | 7ª      |
| 2009–10   | Saarlandliga (VI)          | 2ª      |
| 2010–11   | Saarlandliga (VI)          | 1ª ↑    |
| 2011–12   | Oberliga Südwest (V)       | 13ª     |